# Chiesa di San Maurizio (Osilo)
La chiesa di San Maurizio è un edificio religioso ubicato a Osilo, centro abitato della Sardegna nord-occidentale. È consacrata al culto cattolico e fa parte della parrocchia dell'Immacolata Concezione, arcidiocesi di Sassari.
La chiesa, in stile gotico-catalano, è stata edificata probabilmente nel seicento e più volte rimaneggiata. La festa del titolare, il martire san Maurizio, viene celebrata il 22 settembre di ogni anno.